# Gösta Tranströmer
Allan Gustaf Tranströmer, känd som Gösta Tranströmer, ursprungligen Larsson, född 7 juni 1901 i Hedvig Eleonora församling i Stockholm, död 4 augusti 1977 i Gustav Vasa församling i Stockholm, var en svensk journalist.
Gösta Tranströmer var under många år verksam vid Vecko-Journalen i Stockholm, men var också redaktör och ansvarig utgivare för Skid- och friluftsfrämjandet tidskrift Friluftsliv 1944–1946 och redaktör för jultidningen Midvinter 1947–1949. Han arbetade med volymer som Gösta Ekman: människan konstnären (1938), Ett fritt Norden: minnesalbum över Norges och Danmarks frihetskamp 9/4 1940-7/5 1945 (1945) och August Strindberg 1849-1949: ett minnesalbum till diktarens 100-årsdag den 22 januari 1949 (1948).
Tranströmer var son till kusken Per August Larsson och Maria Matilda Andersson. Familjen hade det ekonomiskt svårt under uppväxten och flera av de många barnen i familjen hamnade på ett privat barnhem. Föreståndarinnan på barnhemmet i Nacka hette Tranström och flera av barnhemsbarnen bytte i vuxen ålder namn till Tranströmer, som en referens till att de var Tranströmerbarn.
Han var först gift med folkskolläraren Helmy Westerberg (1898–1969) och sedan från 1936 med redaktören Ulla Löfmarck (1908–1995), dotter till Gösta Löfmarck och Gerda Hultström. Han var far till Tomas Tranströmer (1931–2015) i första äktenskapet (som han hade begränsad kontakt med efter skilsmässan), Britten Lagerkvist Tranströmer (född 1940) och Göran Tranströmer (född 1944) i andra äktenskapet.
Gösta Tranströmer är begravd Löfmarckska familjegraven på Solna kyrkogård.